# 10.ª etapa da Volta a Espanha de 2017
A 10.ª etapa da Volta a Espanha de 2017 teve lugar a 29 de agosto de 2017 entre Caravaca de la Cruz e ElPozo sobre um percurso em media montanha de 164,8 km.

## Classificação da etapa
| \| Classificação por etapas \| Classificação por etapas \| Classificação por etapas \| Classificação por etapas \| Classificação por etapas \| \| Ciclista \| Ciclista \| Equipe \| Tempo \| \| \| ------------------------ \| -------------------------- \| ------------------------ \| ------------------------ \| ------------------------ \| \| 1. \| Matteo Trentin \| Quick-Step Floors \| 3h34m56s \| \| \| 2. \| José Joaquín Rojas \| Movistar Team \| + 1s \| \| \| 3. \| Jaime Rosón \| Caja Rural-Seguros RGA \| + 19s \| \| \| 4. \| Jacques Janse van Rensburg \| Dimension Data \| + 21s \| \| \| 5. \| Alexandre Geniez \| AG2R La Mondiale \| + 56s \| \| \| 6. \| Marc Soler \| Movistar Team \| + 59s \| \| \| 7. \| Luis León Sánchez \| Astana \| + 2m22s \| \| \| 8. \| Alessandro De Marchi \| BMC Racing Team \| + 2m22s \| \| \| 9. \| Arnaud Courteille \| FDJ \| + 2m40s \| \| \| 10. \| Rafael Reis \| Caja Rural-Seguros RGA \| + 3m05s \| \| |                            |                        |          |
| |                            |                        |          |
| Fonte: ProCyclingStats |                            |                        |          |
| Classificação por etapas |                            |                        |          |
| Ciclista | Ciclista                   | Equipe                 | Tempo    |
| 1. | Matteo Trentin             | Quick-Step Floors      | 3h34m56s |
| 2. | José Joaquín Rojas         | Movistar Team          | + 1s     |
| 3. | Jaime Rosón                | Caja Rural-Seguros RGA | + 19s    |
| 4. | Jacques Janse van Rensburg | Dimension Data         | + 21s    |
| 5. | Alexandre Geniez           | AG2R La Mondiale       | + 56s    |
| 6. | Marc Soler                 | Movistar Team          | + 59s    |
| 7. | Luis León Sánchez          | Astana                 | + 2m22s  |
| 8. | Alessandro De Marchi       | BMC Racing Team        | + 2m22s  |
| 9. | Arnaud Courteille          | FDJ                    | + 2m40s  |
| 10. | Rafael Reis                | Caja Rural-Seguros RGA | + 3m05s  |

## Classificações ao final da etapa

### Classificação geral
| \| Classificação geral \| Classificação geral \| Classificação geral \| Classificação geral \| Classificação geral \| \| Ciclista \| Ciclista \| Equipe \| Tempo \| \| \| ------------------- \| ------------------- \| ------------------- \| ------------------- \| ------------------- \| \| 1. \| Chris Froome \| Team Sky \| 40h12m44s \| \| \| 2. \| Esteban Chaves \| Orica-Scott \| + 36s \| \| \| 3. \| Nicolas Roche \| BMC Racing Team \| + 36s \| \| \| 4. \| Vincenzo Nibali \| Bahrain-Merida \| + 1m17s \| \| \| 5. \| Tejay van Garderen \| BMC Racing Team \| + 1m27s \| \| \| 6. \| David de la Cruz \| Quick-Step Floors \| + 1m30s \| \| \| 7. \| Fabio Aru \| Astana \| + 1m33s \| \| \| 8. \| Michael Woods \| Cannondale-Drapac \| + 1m52s \| \| \| 9. \| Adam Yates \| Orica-Scott \| + 1m55s \| \| \| 10. \| Ilnur Zakarin \| Katusha-Alpecin \| + 2m15s \| \| |                    |                   |           |
| |                    |                   |           |
| Fonte: ProCyclingStats |                    |                   |           |
| Classificação geral |                    |                   |           |
| Ciclista | Ciclista           | Equipe            | Tempo     |
| 1. | Chris Froome       | Team Sky          | 40h12m44s |
| 2. | Esteban Chaves     | Orica-Scott       | + 36s     |
| 3. | Nicolas Roche      | BMC Racing Team   | + 36s     |
| 4. | Vincenzo Nibali    | Bahrain-Merida    | + 1m17s   |
| 5. | Tejay van Garderen | BMC Racing Team   | + 1m27s   |
| 6. | David de la Cruz   | Quick-Step Floors | + 1m30s   |
| 7. | Fabio Aru          | Astana            | + 1m33s   |
| 8. | Michael Woods      | Cannondale-Drapac | + 1m52s   |
| 9. | Adam Yates         | Orica-Scott       | + 1m55s   |
| 10. | Ilnur Zakarin      | Katusha-Alpecin   | + 2m15s   |

### Classificação por pontos
| Classificação por pontos | Classificação por pontos | Classificação por pontos | Classificação por pontos | Classificação por pontos |
| Ciclista                 | Ciclista                 | Equipe                   | Pontos                   |                          |
| ------------------------ | ------------------------ | ------------------------ | ------------------------ | ------------------------ |
| 1.                       | Matteo Trentin           | Quick-Step Floors        | 78 pts                   |                          |
| 2.                       | Chris Froome             | Team Sky                 | 55 pts                   |                          |
| 3.                       | Paweł Poljański          | Bora-Hansgrohe           | 44 pts                   |                          |
| 4.                       | Matej Mohorič            | UAE Team Emirates        | 43 pts                   |                          |
| 5.                       | José Joaquín Rojas       | Movistar Team            | 41 pts                   |                          |
| 6.                       | Esteban Chaves           | Orica-Scott              | 38 pts                   |                          |
| 7.                       | Vincenzo Nibali          | Bahrain-Merida           | 37 pts                   |                          |
| 8.                       | Julian Alaphilippe       | Quick-Step Floors        | 34 pts                   |                          |
| 9.                       | Jan Polanc               | UAE Team Emirates        | 32 pts                   |                          |
| 10.                      | Alexey Lutsenko          | Astana                   | 29 pts                   |                          |

### Classificação por equipas
| Classificação por equipes | Classificação por equipes | Classificação por equipes | Classificação por equipes |
| Equipe                    | Equipe                    | Tempo                     |                           |
| ------------------------- | ------------------------- | ------------------------- | ------------------------- |
| 1.                        | Movistar Team             | 119h57m59s                |                           |
| 2.                        | Astana                    | + 9m24s                   |                           |
| 3.                        | UAE Team Emirates         | + 11m37s                  |                           |
| 4.                        | Orica-Scott               | + 13m10s                  |                           |
| 5.                        | Sky                       | + 16m17s                  |                           |
| 6.                        | Caja Rural-Seguros RGA    | + 26m16s                  |                           |
| 7.                        | BMC Racing Team           | + 33m31s                  |                           |
| 8.                        | Team Sunweb               | + 37m15s                  |                           |
| 9.                        | Quick-Step Floors         | + 38m50s                  |                           |
| 10.                       | AG2R La Mondiale          | + 41m41s                  |                           |